# Constança de Cabrera
Constança de Cabrera (Blanes, Selva, ? - Barcelona, 8 de setembre de 1433) fou abadessa dels monestirs de monges cistercenques de Santa Maria de Vallbona i després de Santa Maria de Valldonzella.

## Llinatge
Filla de Bernat III de Cabrera i de Margarida de Foix, i neta de Bernat II de Cabrera –privat personal de Pere el Cerimoniós–, i Timbor de Fenollet, Constança de Cabrera va néixer en un moment d’expansió i opulència familiar, en un llinatge vescomtal que havia reunit el patrimoni més gran de Catalunya. Aquesta bonança s'esguerrà quan l’avi, Bernat II, perdé el favor del rei i fou injustament condemnat i executat, i els bens de la família confiscats. Van fer falta molts anys i mola aflicció perquè fos restituït als Cabrera l’honor i part dels bens i patrimoni de la família.

### Abadessa de Santa Maria de Vallbona
Constança de Cabrera va ingressar en l'orde cistercenc al monestir de Valldemaria. Quan l’any 1392 l’abadessa de Vallbona de les Monges, Saurina d’Anglesola, emmalaltí greument, el rei Joan I va promoure que fos Constança l’elegida com la seva successora, possiblement amb la intenció de reparar en part el dany causat en el seu avi, i de retruc en la seva família. Al novembre de 1392 fou escollida abadessa de Vallbona, accedint a la petició del rei.
Possiblement sempre hi estigué incòmoda, en el càrrec, i potser hi tingué dificultats pel fet d’haver-hi ingressat recomanada. Diversos incidents i desacords amb la comunitat van fer que nou anys després, l’11 de juny de 1401, hi renunciés.

### Abadessa de Santa Maria de Valldonzella
Ingressà aleshores al monestir de Valldonzella, que tenia en aquell moment una cinquantena de monges. Promoguda per Martí l'Humà i Maria de Luna, aviat hi assumí el càrrec d’abadessa, el 20 d’octube d’aquell any 1401, succeint-hi Caterina de Çabastida.
Diversos hostes rellevants s'allotjaren a Valldonzella en aquells anys: al 1405 la reina Maria de Luna, amb part de la seva cort, en la qual figurava Margarida de Prades, de qui l’abadessa era tia. Més endavant el rei Martí l’Humà, vidu des de 1406, hi sojornà algunes vegades. Havent perdut l’any 1409 el seu fill i hereu Martí el Jove, al setembre de 1409 es casà amb Margarida de Prades, neboda de l’abadessa, per poder tenir un fill hereu, cosa que no aconseguí. Al maig de 1410 la parella reial s'estigué uns dies a Valldonzella per preparar un viatge cap a Saragossa, però el rei moriria al monestir el 31 de maig, sense descendència.

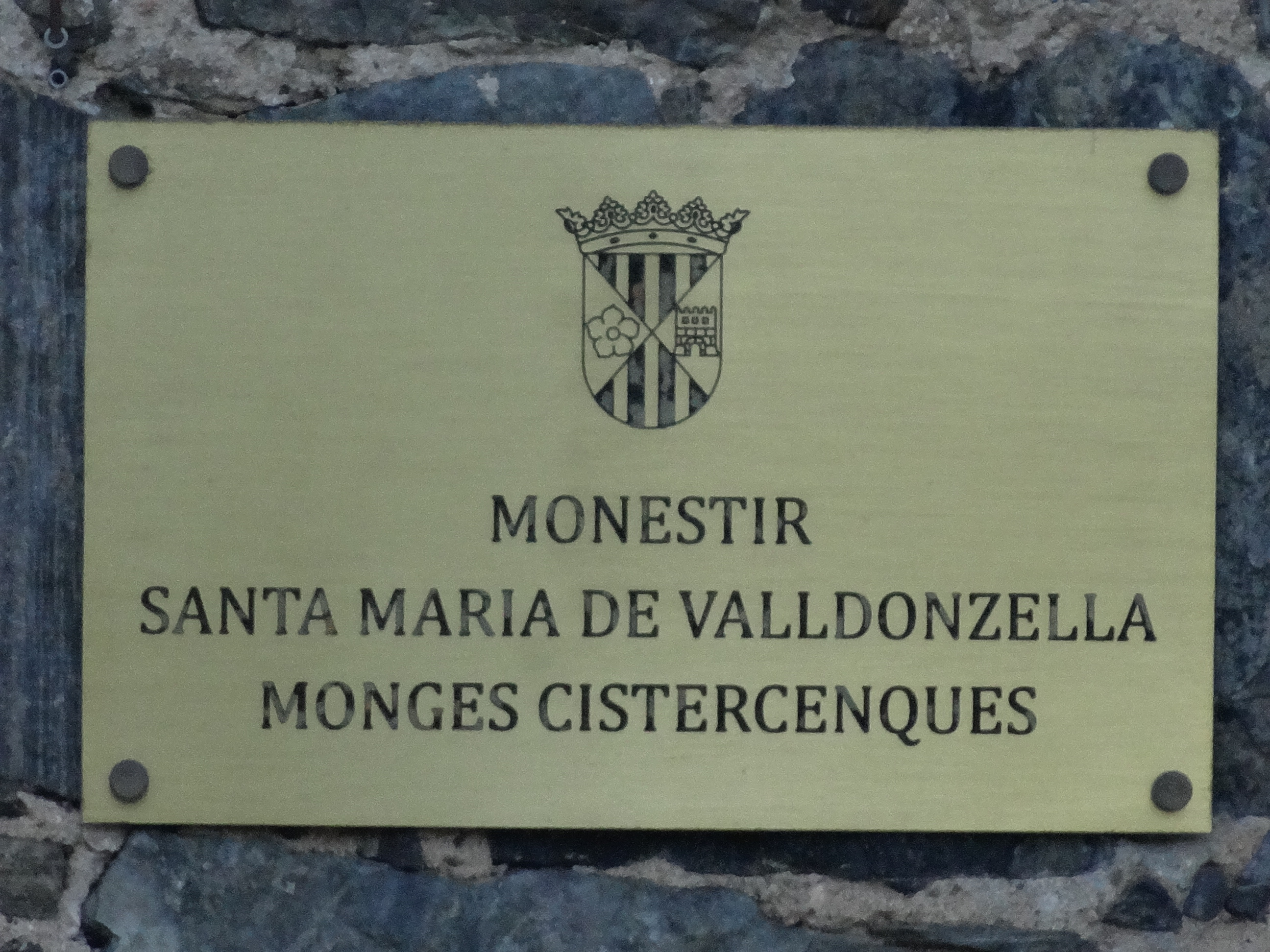
Rètol en l'actual monestir de Valldonzella

Ferran d’Antequera també s'hi allotjà, al novembre de 1412. L’any 1422 hi estigué la reina Maria, esposa d’Alfons el Magnànim, mentre el rei era a Nàpols. I l’any 1424 tots dos, de camí cap a Aragó. Hi tornaren encara el 1431.
Entre 1422 i 1428 el monestir acollí de nou la reina Margarida de Prades, que era vídua en primeres núpcies del rei Martí, i també en segones de Joan de Vilaragut. I allà professà com a monja; arribaria a ser abadessa del monestir de Bonrepòs.
L’abadessa Constança de Cabrera va dirigir Valldonzella durant trenta anys en una època crucial per a Catalunya, i va tractar i aconsellar nobles i reis. Durant el seu abadiat dotà també el monestir d’una necessària infermeria i encarregà al pintor Joan Mates el retaule de sant Jaume i santa Llúcia per a l'església conventual.